# Vélez Béisbol
Vélez Béisbol es la sección de béisbol del Club Atlético Vélez Sarsfield. Fue creada en 1994 y su equipo mayor integra la Liga Metropolitana de Béisbol, en la cual compiten los clubes de Buenos Aires, Argentina. 
Además de su equipo mayor, tiene equipos en las categorías A1 (primera división del Béisbol Metropolitano), A2, A3, Junior, Pre-Júnior, Infantiles, Pre-Infantiles y T-Ball.

## Historia
Vélez Béisbol data del año 1994, cuando los integrantes del antiguo club Fujiyama decidieron mudarse a Vélez Sarsfield para formar un nuevo equipo. Ya en un nuevo club, reunieron los jugadores suficientes para participar en el Nacional de Clubes de Mayores en Salta, dirigidos por Sergio Semba. Con Carlos Isla como director de menores, en pocos meses formaron un equipo de infantiles que disputaría su primer partido un año después contra Júpiter, perdiendo por 9 carreras contra 10.
En 2014, cumpliéndose 20 años de su fundación, el equipo de primera división (A1) obtuvo su primer campeonato local de la mano del mánager Nicolás Martínez, con un equipo formado, en su mayoría, por jugadores formados en las categorías inferiores.
En 2017 el equipo U12 fue el primero en representar a la Argentina en el clasificatoria de Pequeñas Ligas jugado en Barranquilla, Colombia. Fue la primera participación en la historia de Argentina en un torneo de Little League.

## Actualidad
Vélez Béisbol es en la actualidad uno de los clubes con más jugadores afiliados. Su equipo de A1, formado mayormente por jugadores formados en el club allá por sus inicios, se complementa con jugadores que han quedado libres de otros clubes como La Plata o Independiente. Cuenta también con otro equipo de mayores formado principalmente por jugadores en etapa de desarrollo, o nuevos en el deporte. Vélez también cuenta con béisbol para menores en todas las categorías (Junior, Pre-Júnior, Infantiles y Pre-Infantiles), además de la escuela para novatos.
Los jugadores se entrenan durante la semana en el Polideportivo del Club Atlético Vélez Sarsfield, en el sector que se encuentra bajo la autopista Perito Moreno.

## Localía
Vélez juega como equipo local en el Estadio Nacional de Béisbol, situado en Ezeiza, junto al predio de la A.F.A. El equipo tenía dos canchas, localizadas en la Villa Olímpica de Vélez, pero una serie de factores, entre ellas una disminución en la actividad del club y la crisis económica sufrió Argentina después del año 2000, causaron que Vélez Sarsfield decidiera ocupar el espacio con canchas de fútbol.
En la actualidad se encuentran en el armado de un proyecto de cancha dentro del INTA (Ituzaingo).

## Equipo A1
El equipo de Vélez Béisbol que disputa la máxima categoría del béisbol metropolitano se consagró campeón del torneo Copa Ciudad de Buenos Aires 2014. 

Tabla final
Y nuevamente en 2015.
El roster 2017:

| Jugador                   | Posición |
| ------------------------- | -------- |
| Alfonsín Marcelo          | P        |
| Alli Jonathan             | SS/P     |
| Chateloin Ruíz Javier     | 3B/P     |
| Corral Octavio            | IF       |
| De Francesco Guido        | Uti      |
| García Sebastian          | OF       |
| Mera Rodrigo              | IF       |
| Kawakita Adrián Alejandro | OF       |
| Aguirre Carlos            | OF/IF    |
| Nagahashi Mauricio        | OF       |
| Nakandakare Lucas         | C        |
| Scarlatta Diego Daniel    | 1B/DH    |
| Martínez Nicolás Adrián   | P/IF     |